# 鍾同
鍾 同（しょう どう、1424年 - 1455年）は、明代の官僚。字は世京。本貫は吉安府永豊県。

## 生涯
翰林院修撰の鍾復の子として生まれた。1451年（景泰2年）、進士に及第した。1452年（景泰3年）、貴州道監察御史に任じられた。1453年（景泰4年）に懐献太子朱見済が死去したことから、朝士のあいだで沂王朱見深を太子に復位させようと望む動きが現れた。鍾同は郎中の章綸とともに沂王と語らい、太子復位の請願をおこなうことを約束した。1454年（景泰5年）5月、鍾同は時政を論ずる上疏をおこない、沂王の太子復位を求めた。景泰帝はこれを喜ばなかった。数日後、章綸もまた同様の上疏をおこなった。景泰帝の命により鍾同は章綸とともに獄に下された。1455年（景泰6年）8月、大理寺少卿廖荘が沂王について言及して杖罰を受けた。景泰帝の側近たちは一連の運動が鍾同の提唱によるものだと言上した。このため、鍾同は獄中で巨梃による杖罰を受け、死去した。享年は32。1457年（天順元年）、英宗が復位すると、鍾同は大理寺左寺丞の位を追贈された。成化年間、恭愍と追諡された。

## 子女
- 鍾啓（咸寧知県）
- 鍾越（通政使司知事）